# ウニオニスタス・デ・サラマンカCF
ウニオニスタス・デ・サラマンカ・クルブ・デ・フトボル（Unionistas de Salamanca Club de Fútbol）は、スペイン・カスティーリャ・イ・レオン州サラマンカに本拠地を置くサッカークラブ。2013年に設立され、2023-24シーズンはプリメーラ・フェデラシオンに在籍している。

## 歴史
2013年、サラマンカに本拠地を構えていたUDサラマンカが解散したことで、そのサポーターたちが中心となって設立された。クラブが誕生して初めて参加したリーグ戦は2014-15シーズンからであった。その2014-15シーズンは6部リーグからスタートとなったが、2シーズン連続で昇格を決め、2016-17シーズンにはテルセーラ・ディビシオンにまで復帰した。
2017-18シーズン、テルセーラの舞台で見事リーグ優勝を果たし、セグンダ・ディビシオンBへ昇格を成し遂げた。

## タイトル

### 国内タイトル
- テルセーラ・ディビシオン : 1回

2017-18
- カスティーリャ・イ・レオン地域リーグ : 1回

2015-16
- カスティーリャ・イ・レオン州リーグ : 1回

2014-15

## 過去の成績
| シーズン | 部 | ディビジョン   | 順位    | コパ・デル・レイ |
| -------- | -- | -------------- | ------- | ---------------- |
| 2014–15  | 6  | 州リーグ       | 1位     |                  |
| 2015–16  | 5  | 地域リーグ     | {1位    |                  |
| 2016-17  | 4  | テルセーラ     | 3位     |                  |
| 2017-18  | 4  | テルセーラ     | 1位     |                  |
| 2018-19  | 3  | セグンダB      | 9位     | 2回戦敗退        |
| 2019-20  | 3  | セグンダB      | 16位    | ベスト32         |
| 2020-21  | 3  | セグンダB      | 2位/4位 |                  |
| 2021-22  | 3  | プリメーラRFEF | 7位     | 2回戦敗退        |
| 2022-23  | 3  | 連盟1部        | 7位     |                  |
| 2023-24  | 3  | 連盟1部        |         |                  |

- 3シーズン - プリメーラ・フェデラシオン（3部）
- 3シーズン - セグンダ・ディビシオンB（3部）
- 2シーズン - テルセーラ・ディビシオン（4部）